# 車紐
車紐（?—?），140年夏，南匈奴左部句龙王吾斯、車紐等叛汉，率三千余骑寇西河，杀朔方郡、代郡长史。护匈奴中郎将陈龟逼迫去特若尸逐就單于自杀，車紐九月自立为單于，十二月匈奴中郎将张耽将其击败，車紐遂降汉。

## 文獻
1. ↑  《后汉书》顺冲质帝纪

- 《後漢書·南匈奴列傳》

| 前任： 去特若尸逐就單于 | 自立南匈奴單于 140年 | 繼任： 呼蘭若尸逐就單于 |